# Kula na Krugu
Kula na Krugu na obronku Kozjaka, šire područje mjesta Kaštel Kambelovca, Grad Kaštela.

## Opis
Crkva sv. Mihovila od Lažana te kula stražarnica smještene su na istaknutoj hridi brda Kozjaka zvanoj Krug. Kula je jugozapadno od crkve, na samom kraju isturene hridi. Kružnog je tlocrta, građena priklesanim kamenom. Jedina je sačuvana kozjačka kula iz razdoblja mletačko-turskog razgraničenja koje je bilo određeno vrhovima Kozjaka. Sagrađena je u 15./16.st. Crkva i kula su sjeverno od Kruševika, na predjelu Lažane, na istoimenom obronku gore Kozjaka. Kula je na zapadnoj strani obronka.

## Zaštita
Zajedno s crkvom sv. Mihovila od Lažana je pod oznakom Z-4317 zavedena je kao nepokretno kulturno dobro - pojedinačno, pravna statusa zaštićena kulturnog dobra, klasificirano kao "sakralna graditeljska baština".

## Vanjske poveznice
|  | Zajednički poslužitelj ima još gradiva o temi Kula na Krugu |